# .mr
Pour les articles homonymes, voir MR.
.mr est le domaine de premier niveau national réservé à la Mauritanie.
Le NIC Mauritanie est l’organisme qui gère la zone .mr, il a été mis en place en 1996 au sein de la Faculté des sciences et techniques de l'Université de Nouakchott.
En 2018, NIC Mauritanie a accrédité des fournisseurs nationaux et internationaux pour être le registraire officiel de .mr en Mauritanie comme NEOTIC (neo-tic.com), iProd Services (iprod.mr) et Syskat.com, NIC maintenant l'autorité de régularisation.

## Mission
La mission du domaine est la gestion du nommage mauritanien, l'exploitation des serveurs de nom DNS pour la zone «MR» et la coordination nationale et internationale en matière de nommage.

## Contraintes
Le NIC Mauritanie ne traite que les demandes pour la zone .mr. Il n’est pas habilité à effectuer des opérations dans les zones des autres pays ou dans les zones comme .org, .com, .edu ou autres.
Il est aussi indispensable de disposer d'une adresse physique en Mauritanie pour obtenir un domaine sous .mr.